# チェラーゾ
チェラーゾ（伊: Ceraso）は、イタリア共和国カンパニア州サレルノ県にある、人口約2,300人の基礎自治体（コムーネ）。

## 地理

### 位置・広がり

#### 隣接コムーネ
隣接するコムーネは以下の通り。
- アシェーア
- カステルヌオーヴォ・チレント
- クッカロ・ヴェーテレ
- フターニ
- ノーヴィ・ヴェーリア
- サン・マウロ・ラ・ブルーカ
- ヴァッロ・デッラ・ルカーニア

## 行政

### 分離集落
チェラーゾには、以下の分離集落（フラツィオーネ）がある。
- Massascusa Metoio, Petrosa, San Biase, Santa Barbara